# Kalle Koljonen
Kalle Koljonen (Helsinki, 26 febbraio 1994) è un giocatore di badminton finlandese.

## Palmarès
- Europei

Kiev 2021: bronzo nel torneo individuale.
- Campionati europei a squadre

Basilea 2014: bronzo nel torneo a squadre maschile